# NanoPierce Connection System
NCS (ang. NanoPierce Connection System) – opracowany przez firmę NanoPierce Technologies system montażu układów scalonych, w którym zamiast tradycyjnych "nóżek" wykorzystuje się specjalne obudowy z kryształkami krzemu. Umożliwia to zmniejszenie obudów "kości" do rozmiaru znajdujących się w nich kryształów krzemu. Zbędne stają się w ten sposób tradycyjne "nóżki", których liczba decyduje w pewnym stopniu o wielkości całego układu. Nowy sposób montażu - NCS - polega na zastosowaniu mikroskopijnych pól kontaktowych - zarówno na obudowie, jak i płytce drukowanej urządzenia elektronicznego. Powierzchnię kontaktu pokrywa się cienką warstwą proszku diamentowego oraz kleju, zapewniającego niezbędną odporność mechaniczną połączenia. Po lekkim dociśnięciu układu scalonego do płytki, kryształki diamentu wbijają się w metal, zapewniając przepływ prądu elektrycznego między obiema powierzchniami. Jak informują przedstawiciele NanoPierce, dzięki ich metodzie układy scalone mogą stać się nawet 10-krotnie mniejsze niż dotychczas, co z pewnością wpłynie na wielkość samych urządzeń elektronicznych oraz komputerów.